# 강채영
강채영(姜彩瑛, 1996년 6월 8일~)은 대한민국의 양궁 선수이다. 2020년 하계 올림픽의 양궁 여자 단체 부문에서 안산, 장민희와 함께 금메달을 획득했다.

## 학력
- 울산중앙초등학교
- 월평중학교
- 학성여자고등학교
- 경희대학교